# Грабова (Опочинський повіт)
Грабова (пол. Grabowa) — село в Польщі, у гміні Мнішкув Опочинського повіту Лодзинського воєводства.
Населення — 150 осіб (2011).
У 1975-1998 роках село належало до Пйотрковського воєводства.

## Демографія
Демографічна структура станом на 31 березня 2011 року:
|          | Загалом | Допрацездатний вік | Працездатний вік | Постпрацездатний вік |
| -------- | ------- | ------------------ | ---------------- | -------------------- |
| Чоловіки | 86      | 15                 | 59               | 12                   |
| Жінки    | 64      | 14                 | 34               | 16                   |
| Разом    | 150     | 29                 | 93               | 28                   |